# Michał Eliaszow
Michał Eliaszow (łot. Mihails Eljašovs; ur. 21 kwietnia 1900 w Rydze, zm. 8 grudnia 1941 tamże) – żydowski prawnik i dziennikarz działający na Łotwie, publicysta, przewodniczący ryskiego Judenratu (1941).

## Biogram
W 1917 ukończył gimnazjum przy Instytucie Historii i Językoznawstwa w Petersburgu. Od 1918 studiował historię i filologię na Uniwersytetach Petersburskim i Dorpackim. W latach 1920–1921 służył w Wojsku Łotewskim, walcząc z Armią Czerwoną w Łatgalii. W 1927 uzyskał stopień doktora praw na Uniwersytecie w Heidelbergu. 
W dwudziestoleciu międzywojennym współpracował z gazetami: „Rigasche Rundschau” i „Riżskoje Słowo”. Należał do założycieli i publicystów rosyjskojęzycznego pisma „Siegodnia”, które stało się najpoczytniejszą gazetą rosyjską poza granicami kraju. W 1927 znalazł się wśród założycieli klubu tenisowego „Riteck”, w którego zarządzie zasiadł. Rok później wybrano go przewodniczącym Związku Żydów – Uczestników Walk o Niepodległość. Od 1930 pełnił obowiązki sekretarza Komisji Prawników, która miała za zadanie opracować nowy kodeks prawny Republiki. W 1932 został sekretarzem I Kongresu Prawników Łotewskich. 
Z przekonań był demokratą: w 1933 nawoływał do obrony pluralizmu politycznego na Łotwie oraz walki przeciwko reakcji nacjonalistycznej i komunistycznemu imperializmowi, które zagrażają Łotwie w najwyższym stopniu. Po wejściu do Rygi wojsk niemieckich i utworzeniu w 1941 Judenratu stanął na jego czele.
Zamordowany w tym samym roku podczas masakry w Rumbuli.